# آرامگاه شیخ خاوند طهور

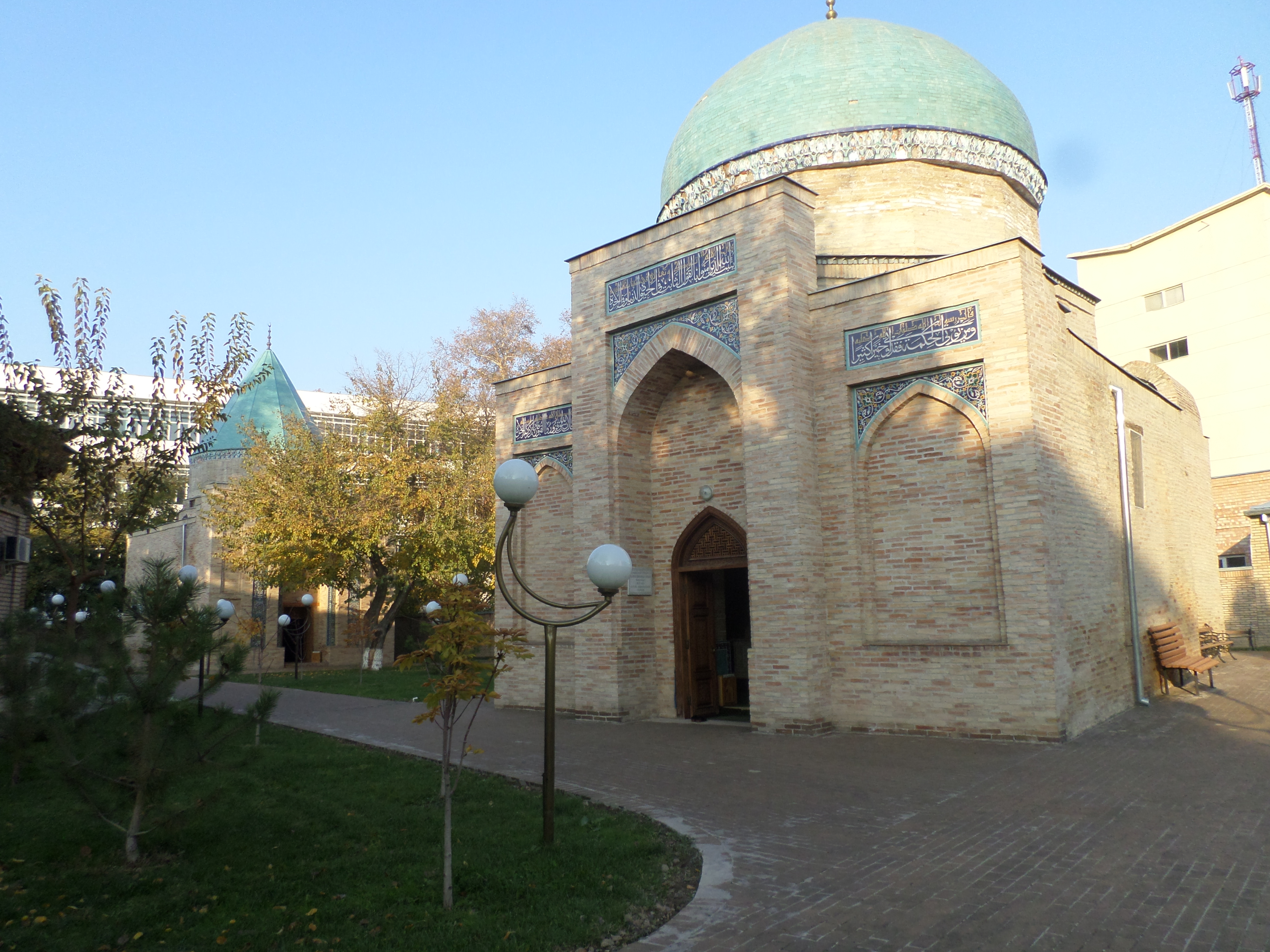
مقبره شیخ خاوند

آرامگاه شیخ خاوند طهور، مقبره شیخ خاوند طهور، یکی از عارفان ایرانی، واقع در تاشکند، ازبکستان است. این بنا متعلق به سده چهاردهم میلادی است.